# 토리야마 아키라
토리야마 아키라(일본어: 鳥山明 도리야마 아키라[*], 1955년 4월 5일~2024년 3월 1일)는 일본의 만화가, 디자이너였다.  《드래곤볼》과 《닥터 슬럼프》 등의 작가로 세계적으로 널리 알려져 있다. 아이치현 나고야시 출신으로, 기요스시에 거주했다. 혈액형은 A형이다. 일본의 출판사 쇼가쿠칸에서 시상하는 제27회 쇼가쿠칸 만화상에서 《닥터 슬럼프》로 소년 소녀 부문을 수상한 바 있다.

## 어린 시절
토리야마 아키라는 일본 아이치현 나고야시에서 태어났다. 그는 어렸을 때부터 그림을 그렸는데, 주로 그가 좋아하는 동물과 차량을 그렸다. 그는 《101마리의 달마시안 개》(1961)를 보고 감명받은 것을 언급하며, 그만큼 그림을 잘 그리고 싶어 일러스트레이션의 세계에 더 깊이 빠져들었다고 말했다. 초등학교 때 반 친구 형의 만화책을 보고, 이웃집에서 처음으로 텔레비전을 보고 또 한 번 충격을 받았다. 그는 데즈카 오사무의 《우주소년 아톰》(1952-1968)을 만화에 대한 관심의 원천으로 꼽았다. 토리야마는 초등학교 시절에 그의 반 친구들이 애니메이션과 만화를 모방하여 그린 것을 회상했다. 그는 그가 친구들의 그림을 그리기 시작했을 때 다른 사람들보다 더 발전하기 시작했다고 믿는다. 초등학교 때 만화에 몰두했음에도 불구하고, 토리야마는 영화와 TV 쇼에 더 관심이 생겼기 때문에 중학교 때 만화를 잠시 쉬었다고 말했다. 토쿠사츠 엔터테인먼트에서 형성적인 경험이 있느냐는 질문에 토리야마는 《울트라맨》과 괴수 영화 《가메라》 시리즈를 즐겼다고 말했다.
토리야마는 자신이 창의적인 디자인에 중점을 둔 고등학교에 다니는 것은 "두려운 일이 아니다"라고 말했지만, 친구들과 재미있게 노는 것에 더 관심이 있다고 인정했다. 비록 그는 여전히 많은 만화를 읽지 않았지만, 그는 가끔 스스로 만화를 그리곤 했다. 부모님의 강한 반대에도 불구하고 토리야마는 학교를 계속 다니는 대신 졸업과 동시에 일하는 것에 자신감을 가졌다. 그는 3년 동안 나고야의 광고 대행사에서 포스터를 디자인하는 일을 했다. 토리야마는 일에 빨리 적응했다고는 하지만 아침형 인간이 아니어서 지각하는 경우가 많았고, 환경에 질려 그만두기 전까지 평상복을 입었다고 질책받는 경우가 많았다고 인정했다.

## 만화가 경력

### 초기 연구와 닥터 슬럼프(1978~1983)
23세에 직장을 그만둔 후 돈이 필요했던 토리야마는 커피숍에서 무작위로 주워온 고단샤의 주간 소년 매거진에 아마추어 콘테스트에 작품을 출품하며 만화계에 입문했다. 이 대회에는 시기가 맞지 않았지만, 다른 소년 잡지인 주간 소년 점프는 매달 신인상을 받았다. 그의 편집자가 될 토리시마 가즈히코는 토리야마의 만화를 읽고 즐겼으나 원작이 아닌 스타워즈를 패러디한 것이어서 출전 자격이 없었다. 토리시마는 화가에게 전보를 보내 계속해서 만화를 그리고 보내도록 격려했다. 1978년 주간 소년 점프에 발표되었을 때 토리야마의 첫 번째 출판 작품이 된 원더 아일랜드가 탄생했다. 그러나 독자 조사에서는 꼴찌를 차지했다. 토리야마는 나중에 돈을 받고 만화를 그만둘 계획이었지만, 원더 아일랜드 2(1978) 역시 실패작이었기 때문에 그의 고집은 그를 내버려두지 않았고 그는 1년 동안 실패한 이야기를 계속 그렸다. 그는 올해 동안 많은 것을 배웠고 재미있게 놀았다고 말했다. 토리시마가 여자 주인공을 그리라고 하자 토리야마는 머뭇거리며 1979년작 '토마토 더 큐티 검슈'를 만들어 어느 정도 성공을 거뒀다. 용기를 얻은 그는 또 다른 여성 주인공을 그리기로 결심하고 닥터 슬럼프를 만들었다.
1980년부터 1984년까지 주간 소년 점프에 연재된 닥터 슬럼프는 큰 성공을 거두었고 토리야마를 유명하게 만들었다. 그것은 변태 교수와 그의 작지만 매우 강한 로봇 아라레의 모험을 따라간다. 1981년, 닥터 슬럼프는 올해의 최고의 소년 만화 또는 소년 만화 시리즈로 토리야마는 상을 수상했다. 같은 해 수요일 19시에 후지 TV에서 애니메이션이 방영되기 시작했다. 토리야마의 작품은 닥터 슬럼프의 오리지널 런, 드래곤 볼과 그 속편 두 개를 통해 18년 동안 계속해서 이 시간대를 차지했고, 마침내 1999년에 닥터 슬럼프가 리부트되었다. 2008년까지 닥터 슬럼프 만화는 일본에서 3천 5백만 부 이상이 팔렸다.
닥터 슬럼프가 인기가 있었지만, 토리야마는 제작 후 약 6개월 이내에 시리즈를 끝내기를 원했다. 그러나 슈에이샤는 토리야마가 곧 그들을 위해 다른 시리즈를 시작하는 것에 동의할 경우에만 그렇게 하도록 허락했다. 그래서 그는 토리시마와 함께 주간 소년 점프와 월간 신선 점프를 위한 몇 개의 원샷을 작업했다. 1981년, 주간 소년 점프의 독자 선택 공모전에서 45쪽 분량의 작품을 만드는 데 선정된 10명의 예술가 중 한 명이었다. 그의 만화 폴라 & 로이드가 1위를 차지했다. 토리야마는 1982년 대회에 다시 참가하기 위해 선발되었고 매드매틱을 제출했다. 그의 원샷 핑크는 프레시 점프 12월호에 게재되었다. 주간 소년 점프의 독자 선택 대회에 세 번째로 참가하기 위해 선발된 토리야마는 운이 나쁘게도 첫 번째 슬롯을 뽑았고 1983년의 초빗에서 새해 작업을 해야 했다. 인기가 없는 것에 화가 난 그는 다시 시도하기로 결심하고 초빛 2(1983)를 만들었다.
1982년에 공식적인 토리야마 팬클럽인 토리야마 호존카이 아키라가 설립되었다. 뉴스레터는 버드 랜드 프레스(Bird Land Press)라고 불리며 1987년에 클럽이 문을 닫을 때까지 회원들에게 보내졌다. 토리야마는 1980년대 초에 그의 이름을 딴 연극인 버드 스튜디오를 설립했다. 그는 보조원을 고용하기 시작했는데, 주로 배경 작업을 하기 위해서였다.

### 드래곤볼과 국제적인 성공(1983~1997)
토리시마는 토리야마가 쿵후 영화를 즐겼기 때문에 쿵후 소년 만화를 만들자고 제안했다. 이것은 1983년 8월호와 10월호에 출판된 2부작 드래곤 보이로 이어졌다. 그것은 무술에 능숙한 한 소년이 그녀의 고국으로 돌아가는 여행에서 공주를 호위하는 것을 따라간다. 드래곤보이는 호평을 받았고 1984년에 드래곤볼 시리즈로 발전했다. 그러나 그 전에 <통푸의 모험>은 1983년 주간 소년 점프 52호에 실렸고 드래곤볼에 포함될 요소들도 포함되어 있었다.
1984년부터 1995년까지 주간 소년 점프에서 연재되었으며, 일본에서만 1억 5950만부가 팔렸다. 처음에는 모험/개그 만화로 시작했지만, 이후 격투기 시리즈로 바뀌어 많은 사람들에게 "가장 영향력 있는 소년 만화"로 여겨진다." 드래곤볼은 1995년 이 잡지의 발행부수가 653만부를 기록한 주요 원인 중 하나였다. 시리즈의 마지막에 토리야마는 자신이 만화를 끝낼 수 있도록 관계자들에게 부탁했다고 말했다." 그는 11년 가까운 기간 동안 519장의 장을 제작하여 42권으로 정리하였다. 게다가, 이 만화의 성공은 다섯 편의 애니메이션 각색, 여러 편의 애니메이션 영화, 수많은 비디오 게임, 그리고 메가 상품화로 이어졌다. 드래곤볼은 일본에서 인기가 있는 것 외에도 아시아, 유럽, 아메리카를 포함한 국제적으로도 성공을 거두었으며, 전 세계적으로 2억 5천만부에서 3억부가 팔렸다.
토리야마는 드래곤볼을 매주 연재하면서도, 이따금씩 단발 만화를 계속 만들었다. 1986년, 호씨는 주간 소년 점프 49호에 게재되었다. 이듬해 겐노스케 도련님의 출판이 이루어졌는데, 겐노스케 도련님은 일본식 지다이게키를 배경으로 하였다. 토리야마는 1988년 주간 소년 점프 원샷 두 장을 발행했다. 1989년 13호에는 카라마루와 퍼펙트 데이가 뒤따랐다.
또한 드래곤볼의 연재 기간 동안 토리시마는 1986년 롤플레잉 비디오 게임 드래곤 퀘스트의 캐릭터 디자이너로 그를 영입했다. 아티스트는 RPG가 무엇인지도 모르고 그 속에 말려들었고 그것이 이미 바쁜 스케줄을 더욱 바쁘게 만들었다고 인정했지만, 완성된 게임을 즐기고 나서 함께하게 되어 기뻤다. 토리야마는 드래곤 퀘스트 시리즈의 모든 작품을 계속해서 작업해왔다. 또한 슈퍼 패미컴 RPG 크로노 트리거(1995)의 캐릭터 디자이너, 플레이스테이션의 격투 게임 토벌 넘버 1(1996)과 토벌 2(1997)의 캐릭터 디자이너로도 활동했다.
1988년 9월 23일 영화 코스케 & 리키마루: 콘페이 섬의 용은 토리야마가 애니메이션에 상당한 기여를 한 첫 번째 사례이다. 그는 오리지널 스토리 아이디어를 생각해냈고, 감독 아시다 도요와 각본을 공동 집필했으며, 캐릭터를 디자인했다.

### 단편 및 기타 프로젝트(1996~2011)
드래곤볼을 원작으로 한 세 번째 애니메이션인 드래곤볼 GT는 1996년에 방영되기 시작했다. 그러나 토리야마는 여전히 시리즈의 이름과 주요 출연진의 디자인을 포함한 중요한 요소들에 관여하고 있었다. 토리야마는 이 시기에도 만화를 계속 그렸는데, 주로 코와!(1997년~1998년), 카지카(1998년), 샌드랜드(2000년) 등을 포함한 100~200쪽의 단편 만화를 그렸다. 2002년 12월 6일, 주간 소년 점프의 북미 카운터파트인 쇼넨 점프가 뉴욕에서 시작되었을 때 토리야마는 미국에서 유일한 홍보 출연을 했다. 토리야마의 드래곤볼과 모래땅이 창간호에 실렸으며, 그와의 심층 인터뷰도 포함됐다.
2005년 3월 27일, CQ 모터스는 토리야마가 디자인한 전기 자동차를 판매하기 시작했다. 1인 QVOLT는 이 회사의 초로-Q 시리즈의 일부로, 9대만 생산된다. 가격은 199만 엔(약 19,000달러)이며 최고 속도는 30km/h(19mph)이며 5가지 색상으로 출시되었다.[ 토리야마는 이 차를 디자인하는 데 1년이 걸렸지만, 저의 천재적인 미니 모델 제작 기술 덕분에, 저는 마침내 매우 감정적인 여행의 끝에 도착했습니다."
그는 원피스 제작자 오다 에이이치로와 협력하여 크로스 에포크라고 불리는 2006년의 원샷을 작업했다. 이 이야기는 드래곤볼과 원피스의 등장인물들을 보여주는 짧은 크로스오버이다. 2006년에 발매된 미스트워커 Xbox 360 블루 드래곤의 캐릭터 디자이너이자 아티스트로, 이전에 크로노 트리거에서 함께 일했던 사카구치 히로노부와 우에마츠 노부오와 함께 작업했다. 당시 토리야마는 2007년 청룡 애니메이션이 자신의 애니메이션 마지막 작품이 될 수도 있다고 생각했다.
2008년에는 자신의 절친한 친구이자 I's and Zetman의 창시자인 가쓰라 마사카즈와 함께 점프 SQ 원샷 굿!! 북미에서는 2012년 12월 디지털 만화 잡지 쇼넨 점프 알파의 연간 구독자들에게 우편으로 발송된 무료 SJ 알파 연감 2013에 출판되었다. 두 사람은 2009년 주간 영 점프에서 3장짜리 원샷 지야를 위해 다시 함께 작업했다.
20세기 폭스에서 드래곤볼을 각색한 영화 드래곤볼 에볼루션의 크리에이티브 컨설턴트로 활동했다. 그는 또한 비평적으로나 재정적으로 모두 실패한 2009년 영화의 총괄 프로듀서로 인정받고 있다. 토리야마는 2013년에 대본이 자신의 시리즈의 "세계나 특징"을 포착하지 못하고 "멍청하고 흥미롭지 않다"고 느껴 경고하고 변화에 대한 제안을 했다고 밝혔다. 그러나 할리우드 제작진은 그의 조언에 귀를 기울이지 않았다. "그리고 내가 생각했던 대로, 그 결과는 내가 드래곤볼이라고 부를 수 없는 영화였다." 에이벡스 트랙스는 토리야마에게 팝 가수 하마사키 아유미의 초상화를 그려달라고 의뢰했고, 2009년 싱글 "Rule"의 CD에 인쇄되어 영화의 주제곡으로 사용되었다.
토리야마는 2009년에 어린 아이들에게 농업과 자연의 중요성을 가르치는 비영리 환경 단체인 맛있는 섬의 Mr. U for Anjo's Rurrical Society Project라는 제목의 만화를 그렸다. 원래 그들은 그에게 팜플렛의 삽화를 부탁했지만, 토리야마는 이 프로젝트를 좋아했고 이야기로 확장하기로 결정했다. 그것은 안조 시에서 배포하는 환경 인식에 관한 책자에 포함되어 있다. 2010년 11월 15일부터 주간 소년 점프의 《톱 오브 더 슈퍼 레전드》 프로젝트의 일환으로 제작되었다. 2011년 3월 11일에 발생한 동일본 대지진과 쓰나미로 피해를 입은 사람들에 대한 관심과 지지를 높이기 위해 주간 소년 점프와 공동 작업을 하였다.

### 드래곤볼로 복귀(2012~2024)
2012년, 드래곤볼 Z: 배틀 오브 갓즈가 개발 중이라고 발표되었다. 이 영화는 17년 만에 처음으로 연극 영화로 기록되었고, 토리야마가 각본 단계 초기에 이 영화에 참여한 것은 처음이다. 2013년 3월 30일 개봉하였다. 신들의 전투와 원피스 영화를 모두 볼 수 있는 특별한 "듀얼 티켓": Z는 토리야마와 오다 에이이치로에 의해 새로운 예술로 만들어졌다.
3월 27일, "토리야마 아키라: 드래곤볼의 세계' 전시회는 니혼바시의 다카시마야 백화점에서 열렸으며, 첫 19일 동안 7만 2천 명의 방문객을 모았다. 이 전시회는 7개의 영역으로 나뉘어져 있었다. 첫 번째는 시리즈의 역사를 보여주고, 두 번째는 시리즈의 400명 이상의 캐릭터를 보여주고, 세 번째는 토리야마의 만화 원고를 기억에 남는 장면들을 보여주며, 네 번째는 특별한 색 삽화를 보여주고, 다섯 번째는 드래곤볼 관련 희귀 자료들을 보여주며, 여섯 번째는 디자인 스케치와 애니메이션 셀을 포함한다. 그리고 7번째 상영된 드래곤볼 관련 영상. 4월 15일까지 있었고, 4월 17일부터 23일까지 오사카로 이동했으며, 7월 27일부터 9월 1일까지 토리야마의 고향 나고야에서 끝이 났다.
주간 소년 점프 45주년을 기념하기 위해 2013년 7월 13일자에 은하수 순찰자 자코라는 제목의 새로운 만화 시리즈를 출시했다. 비즈 미디어는 그들의 디지털 위클리 쇼넨 점프 잡지에 영어로 연재하기 시작했다. 마지막 장에서는 드래곤볼의 사건이 일어나기 전에 이야기가 전개되고 등장인물들이 등장한다는 것을 보여준다.
2015년 4월 18일에 개봉한 신들의 전투의 후속작 부활 'F'는 원작을 직접 쓴 토리야마의 공헌이 더욱 두드러진다. 2015년 6월 V 점프에서 연재를 시작한 드래곤볼 슈퍼의 기본 스토리 개요와 일부 캐릭터 디자인을 제공한다. 2018년에 애니메이션이 종료되었지만, 토요타로가 삽화를 그리는 동안 그는 만화에 대한 이야기 아이디어를 계속 제공하고 있다. 2018년 12월 14일 극장 개봉한 드래곤볼 슈퍼: 브로리와 2022년 6월 11일 개봉한 드래곤볼 슈퍼: 슈퍼 히어로는 토리야마의 영화에 대한 깊은 관여를 이어갔다.
2024년 3월 1일, 급성경막하혈종으로 인해 사망한 것이 3월 8일에 주간 소년 점프 공식 사이트에서 슈에이샤, 버드 스튜디오, 캡슐 코퍼레이션 도쿄의 연명으로 공표되었다.
2024년 가을에 공개하는 드래곤볼 다이마가 그의 유작이 되었다.

## 수상 경력
- 1981년 제27회 쇼가쿠칸 만화상 소년 소녀 부문(《닥터 슬럼프》)
- 2004년 제4회 문화청 미디어 예술제 인터랙티브 부문 대상(《드래곤 퀘스트 VII: 에덴의 전사들》)
- 2006년 일본 미디어 예술 100선 만화 부문 3위 선출(《드래곤볼》)
- 2013년 제40회 앙굴렘 국제 만화 페스티벌 40주년 기념 특별상[8]
- 2019년 프랑스 예술문화훈장 슈발리에급'[9][10]

## 작품 목록

### 만화

#### 연재
- 닥터 슬럼프(주간 소년 점프 1980년 5·6 합병호~1984년 39호) 전 236화. 단행본 전 18권.
- 드래곤볼(주간 소년 점프 1984년 51호~1995년 25호) 전 519화. 단행본 전 42권.

#### 단기 집중 연재
- 토리야마 아키라의 서투른 만화연구소(프레시 점프 1982년 10월호~1984년 3월호) 전 12화. 사쿰마 아키라와 공저.
- COWA!(주간 소년 점프 1997년 48호~1998년 15호) 전 14화.
- 카지카(주간 소년 점프 1998년 32호~44호) 전 12화.
- 샌드 랜드(주간 소년 점프 2000년 23호~36·37 합병호) 전 14화.
- 은하패트롤 쟈코(주간 소년 점프 2013년 33호~44호) 전 11화.

#### 부정기 연재
- GO!GO!ACKMAN(V 점프 1993년 7월호!1994년 10월호) 전 11화.

### 게임
- 토발

## 같이 보기
- 오다 에이치로